# Bergvik gård
Bergvik gård (finska: Bergvikin kartano) ligger i Kisko i Salo i det finländska landskapet Egentliga Finland vid stranden av sjön Hirsjärvi. Gården nämns första gången i dokument år 1796, då den bildades som ett officersboställe för överstelöjtnant De la Motte. En del av gårdens fasad representerar gotisk stil. Gården har haft flera ägare, bland annat John Grundström, verkställande direktör för Finska socker, ända fram till 1950-talet.
Gården fungerade som verksamhetscenter för Stiftelsen för det fria evangeliet (Vapaa Evankeliumisäätiö), grundad av Riitta Pätiälä-Saarisalo, fram till vintern 2020. På området finns även ett kapell och en naturstig. Numera fungerar gården som hotell, festlokal och konferensplats.